# Адамбергер, Валентин
Валентин А́дамбергер (нем. Valentin Adamberger; 6 июля 1743, Мюнхен, Бавария — 24 августа 1804, Вена, Австрийская империя) — немецкий оперный певец (тенор).
Также известен под итальянским именем Адамонти. Его голосу была характерна податливость, ловкость и точность исполнения.

## Биография
Учился в иезуитском колледже в Мюнхене. Был учеником Иоганна Валлесхаузера (нем. Johann Walleshauser, также известного как Джованни Валези).
Оперную карьеру начал в 1760 году в Баварии. В том же году он поступил в Капеллу герцога Клеменса, а после смерти герцога в 1770 году был взят в Хофкапеллу курфюрста. В Мюнхене в 1772 году дебютировал в оперном театре, и это послужило началом его успешной карьеры. Он исполнял ведущие теноровые партии в Opera Seria в Модене, Венеции, Флоренции, Пизе и Риме. Выступал на оперных сценах Италии, получив известность под именем Адамонти. В 1777 году вернулся в Мюнхен, два сезона гастролировал в Лондоне, в театре Хеймаркет (англ. Haymarket Theatre).
Был первым исполнителем партии Бельмонта в зингшпиле Вольфганга Амадея Моцарта «Похищение из сераля» (1782).
В 1782 году он женился на венской актрисе Марии Анне Жакет (1753—1804), дочери актёра Карла Жакета. Их дочь Антония Адамбергер также стала актрисой.
С 1789 года — солист придворной капеллы в Вене. В 1793 году он ушел со сцены, но остался членом имперской Hofkapelle и выдающимся учителем пения. Он умер в Вене.